# Пак Киль У
Пак Киль У (кор. 박길우; род. 4 января 1967) — южнокорейский кёрлингист на колясках. Тренер по кёрлингу.
В составе сборной Республики Корея по кёрлингу на колясках серебряный призёр зимних Паралимпийских игр 2010, участник двух чемпионатов мира (оба раза заняли шестое место).
В «командном» кёрлинге на колясках (команда из четырёх человек) играл в основном на позиции второго.

## Достижения
- Зимние Паралимпийские игры: серебро (2010).

## Команды
| Сезон   | Четвёртый    | Третий         | Второй       | Первый      | Запасной                                            | Турниры            |
| ------- | ------------ | -------------- | ------------ | ----------- | --------------------------------------------------- | ------------------ |
| 2008—09 | Ким Хак Сон  | Пак Киль У     | Ким Мён Джин | Чо Ян Хён   | Кан Ми Сук тренер: Hong Jun Pyo                     | ЧМК 2009 (6 место) |
| 2009—10 | Ким Хак Сон  | Ким Мён Джин   | Пак Киль У   | Кан Ми Сук  | Чо Ян Хён тренер: Ян Се Ён                          | ЗПИ 2010           |
| 2019—20 | Yang Hui-tae | Jung Seung-won | Пак Киль У   | Bang Min-ja | Min Byeong-seok тренеры: Kim Joung-yil, Yoon So-min | ЧМК 2020 (6 место) |

(скипы выделены полужирным шрифтом)

## Результаты как тренера национальных сборных
| Год  | Турнир                                                          | Команда                                       | Место |
| ---- | --------------------------------------------------------------- | --------------------------------------------- | ----- |
| 2022 | Чемпионат мира по кёрлингу на колясках среди смешанных пар 2022 | Республика Корея (смешанная пара на колясках) | 8     |